# Miguel Bauzá
Miguel Rafael Bauzá Fredes (4 de abril de 1943) es un abogado, político, empresario y dirigente deportivo chileno.

## Vida
Es militante de Renovación Nacional (RN), partido del que ha sido presidente en la región de Coquimbo. Fue SEREMI de Justicia durante la dictadura militar y consejero regional, entre 1990 y 1994, y en un segundo período entre el 11 de agosto de 2010, cuando asumió en reemplazo de Jorge Contador Araya, y octubre de 2013, cuando renunció por su nombramiento como notario.
Ha sido dirigente deportivo, tanto en Coquimbo Unido, donde estuvo varios períodos en la presidencia del club (1978-1980, 1985-1987, 1994-1996 y 2007-2009), como también en la Asociación Nacional de Fútbol Profesional y en la Federación de Fútbol de Chile, organizaciones de las que fue presidente durante 2001.
Está casado con la también política Lily Pérez.